# Daewoo Espero
Daewoo Espero – samochód osobowy klasy średniej produkowany pod południowokoreańską marką Daewoo w latach 1990–1999.

## Historia i opis modelu

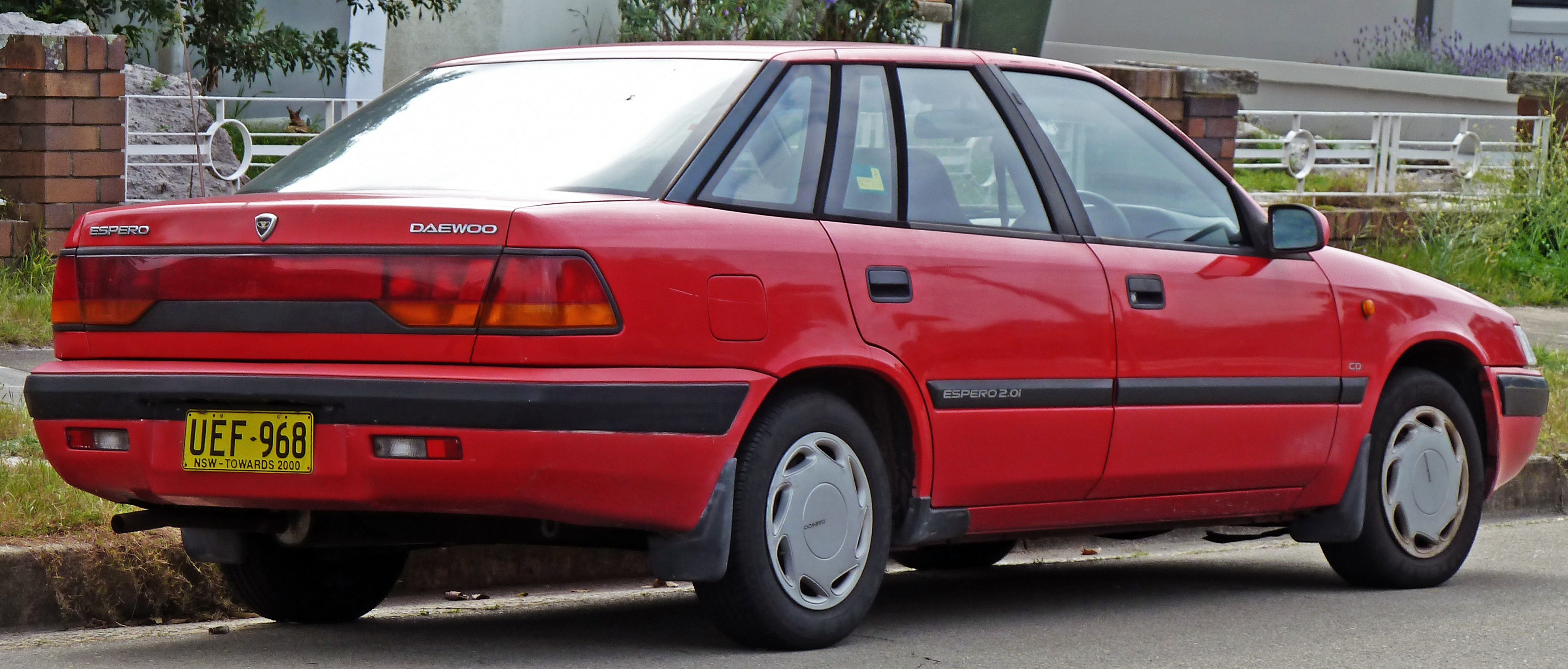
Daewoo Espero – tył

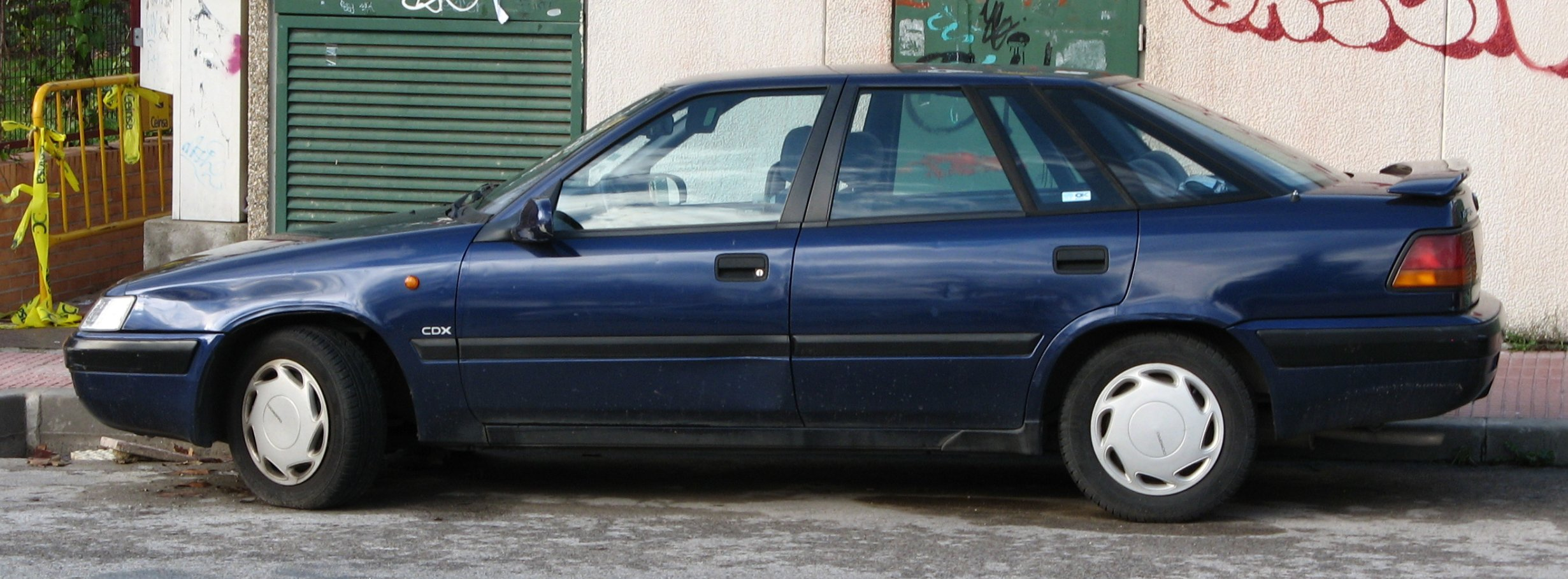
hiszpańskie Daewoo Aranos

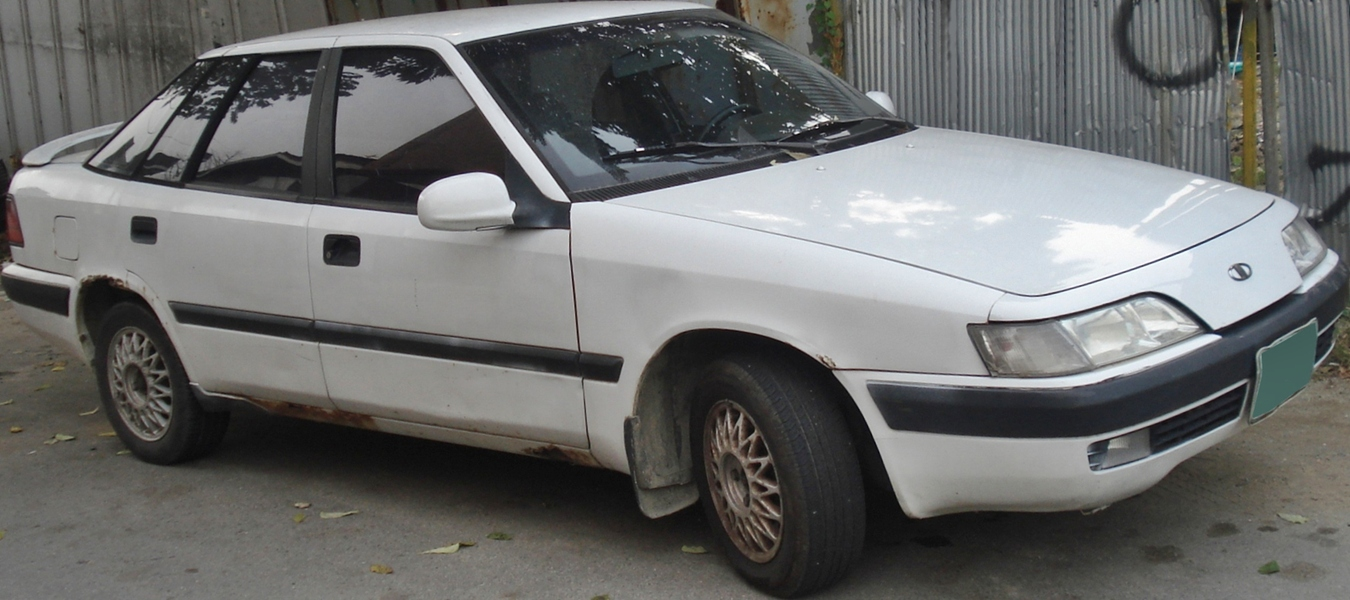
południowokoreańskie Daewoo Espero

Pojazd konstrukcyjne bazuje na rozwiązaniach podwoziowych Opla Ascony. Samochód zaprojektowany został z myślą o rodzinach średniej wielkości, cechował się aerodynamicznym nadwoziem (opór powietrza Cx=0,29) zaprojektowanym przez studio Bertone. Projekt ten początkowo był skierowany dla Citroëna, lecz Francuzi nie byli nim zainteresowani. Został on jednak zaakceptowany przez południowokoreański koncern Daewoo i zaprezentowany w sierpniu 1990 roku.
Nazwa Espero pochodzi z języka hiszpańskiego i oznacza czekam. Na rynkach hiszpańskojęzycznych był oferowany pod nazwą aranos.
We wrześniu 1991 roku Espero trafiło do sprzedaży zarówno w rodzimej Korei Południowej, jak i innych rynkach Azji Wschodniej. W 1995 roku poszerzono zasięg rynkowy także o Australię. Były to tylko wersje CD z silnikami o pojemności 1,8 i 2,0 dm³. W 1993 roku pojazd przeznaczony na rynek koreański przeszedł pierwszy lifting. Wersja sprzed 1993 roku wyróżniała się innymi światłami tylnymi oraz brakiem logo na masce samochodu.
W marcu 1995 roku rozpoczęto sprzedaż Espero w krajach Wspólnoty Europejskiej. W Polsce pierwsze Daewoo Espero zostały przekazane klientom w maju 1995 roku. Importem i dystrybucją koreańskich samochodów zajmowała się firma Ticar z Warszawy, działającą w ramach holdingu Polmot. W 1996 roku, po wykupieniu przez Daewoo Fabryki Samochodów Osobowych w Warszawie, rozpoczęto montaż w Polsce.
Jak wskazuje liczba sprzedanych pojazdów, mimo bardzo niskiej ceny (w roku 1999 Espero 1.8 kosztowało 33 600 zł, mniej niż np. o wiele mniejszy Fiat Siena) przy bogatym wyposażeniu standardowym model ten nie zdobył oczekiwanej popularności jako samochód rodzinny. Był natomiast chętnie kupowany przez taksówkarzy.

### Polska
Daewoo Espero montowano w Polsce w standardzie SKD przez Daewoo-FSO w latach 1996–1999. Planowano, że rocznie będzie powstawać do 20 tys. sztuk. Ze względu na niższy od przewidywanego popyt w kolejnych latach zmontowano: 1996 – 7512 sztuk, 1997 – 7936 sztuk, 1998 – 3172 sztuki, 1999 – 1956 sztuk. W sumie w Daewoo-FSO zmontowano 20 573 egzemplarze, a w latach 1995–1999 przekazano polskim klientom 21 628 Espero.

### Hiszpania
Jako że termin espero oznacza w jęz. hiszpańskim czekam, producent uznał, że zastosuje dla tego rynku inną nazwę Daewoo Aranos o neutralnym znaczeniu.

### Wersje wyposażeniowe
- CD (w Anglii 1.8 CDi oraz 2.0 CDXi)
- GLX (w Anglii GLXi)

Opcjonalnie pojazd wyposażyć można było m.in. w poduszkę powietrzną kierowcy. Wersje przeznaczone na rynek koreański wyposażone były w inne koło kierownicy oraz elektroniczny prędkościomierz.

## Dane techniczne
| Wersja            | Silnik                    | Układ zasilania      | Średnica × skok tłoka | St. sprężania     | Moc maksymalna                    | Maks. moment obrotowy           | 0–100 km/h        | V-max             | Śr. zużycie paliwa na 100 km |
| Silniki benzynowe | Silniki benzynowe         | Silniki benzynowe    | Silniki benzynowe     | Silniki benzynowe | Silniki benzynowe                 | Silniki benzynowe               | Silniki benzynowe | Silniki benzynowe | Silniki benzynowe            |
| ----------------- | ------------------------- | -------------------- | --------------------- | ----------------- | --------------------------------- | ------------------------------- | ----------------- | ----------------- | ---------------------------- |
| 1.5 GLX           | R4 1,5 l (1498 cm³), DOHC | wtrysk wielopunktowy | 76,5 × 81,5 mm        | 9,2:1             | 90 KM (66 kW) przy 4800 obr./min  | 137 N•m przy 3600 obr./min      | 12,8 s            | 173 km/h          | 11                           |
| 1.8 CD            | R4 1,8 l (1795 cm³), SOHC | wtrysk wielopunktowy | 84,8 × 79,5 mm        | 8,8:1             | 95 KM (70 kW) przy 5400 obr./min  | 145 N•m przy 2800 obr./min      | 11 s              | 180 km/h          | 11,8                         |
| 2.0 CD            | R4 2,0 l (1998 cm³), SOHC | wtrysk wielopunktowy | 86 × 86 mm            | 8,8:1             | 105 KM (77 kW) przy 5000 obr./min | 165 N•m przy 2600–3000 obr./min | 10,8 s            | 185 km/h          | 11,6                         |